# FB-Bandklemmknoten
Der FB-Bandklemmknoten ist ein vom Österreicher Franz Bachmann aus dem Klemheist bzw. Kreuzklemmknoten weiterentwickelter Klemmknoten. Inzwischen wurde daraus der FB-Kreuzklemm als aktuellster Klemmknoten entwickelt.

## Anwendung
Er dient zum Aufstieg an einem fixierten Seil, oder als Rücklaufsperre beim behelfsmäßigen Bau von Flaschenzügen. Er hält wie der Prusikknoten in beide Belastungsrichtungen.
Beim Bau einer Seilbrücke oder Seilbahn dient er zur Befestigung des Flaschenzuges am Tragseil. Der Bandklemmknoten ist der beste Knoten, um große Lasten aufzunehmen, ohne den Seilmantel zu beschädigen.

## Knüpfen

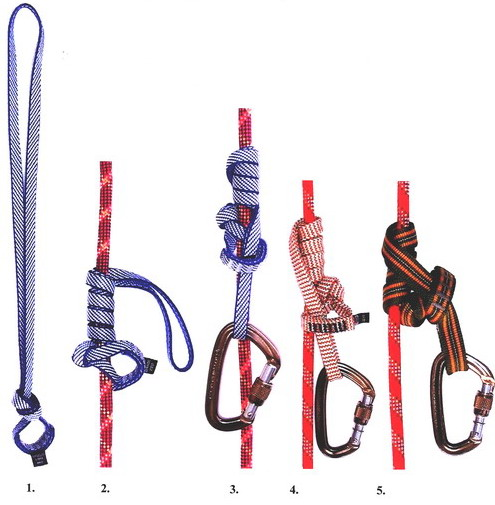
Herstellung des FB-Bandklemmknotens (1. bis 3.)
FB-Bandklemmknoten mit verschiedenen Bandschlingen (4. und 5.).

1. Möglichst nahe an der vernähten Verbindung einer Bandschlinge wird mittels Sackstich eine Schlaufe gebildet.
2. Die so präparierte Bandschlinge wird von der geknoteten Schlaufe an gegen die vorgesehene Durchlaufrichtung des Seils dreimal um das Seil gewickelt.
3. Von dort aus wird die Schlinge um eine vollständige Windung nach unten gewickelt und das Ende durch die Schlaufe gesteckt.

## Vorteile
Der FB-Bandklemmknoten ist wegen der nahe an der vernähten Verbindung mittels Sackstich gebildeten kleinen Schlinge („Nahtschlinge“) dem Prusikknoten in drei Punkten überlegen. Die offene Nahtschlinge
- erleichtert das Durchschlaufen

und bewirkt, dass
- bei Belastung die Klemmwirkung des Knotens voll zur Geltung kommt und er sogar auf Stahlseilen hält,
- bei Entlastung der Knoten sofort gelöst ist und leicht verschoben werden kann.

## Alternativen
- Neueste, sicherste und effektivste Alternative ist der FB-Kreuzklemm. Getestet im Zentrum für Sicherheit und Ausbildung (ZSA) der Bergwacht Bayern in Zusammenarbeit mit dem Sicherheitskreis des Deutschen Alpenvereins.[1]
- Zum Aufstieg am Seil wird dennoch meist der Prusikknoten verwendet. "Beharrungsvermögen" der alpinen Szene.
- Als weitere, effektive Variante bietet sich bei der Verwendung von Bandschlingen der FB-Prusik an.
- Höhlenforscher verwenden mechanische Steigklemmen.
- Mit Handschuhen besonders gut verschiebbar ist der Karabinerklemmknoten.
- Als eine Art „Kurzprusik“ wird der Prohaska verwendet.